# Kauman (Kemusu)
Kauman is een bestuurslaag in het regentschap Boyolali van de provincie Midden-Java, Indonesië. Kauman telt 2994 inwoners (volkstelling 2010).